# Aust-Agder
Aust-Agder este o fostă provincie din Norvegia, în prezent care împreună cu provincia Vest-Agder fac parte din regiunea (landsdeler) sudică Sørlandet.

## Comune
- Arendal
- Birkenes
- Bygland
- Bykle
- Evje og Hornnes
- Froland
- Gjerstad
- Grimstad
- Iveland
- Lillesand
- Risør
- Tvedestrand
- Valle
- Vegårshei
- Åmli